# Pseudobasiliek

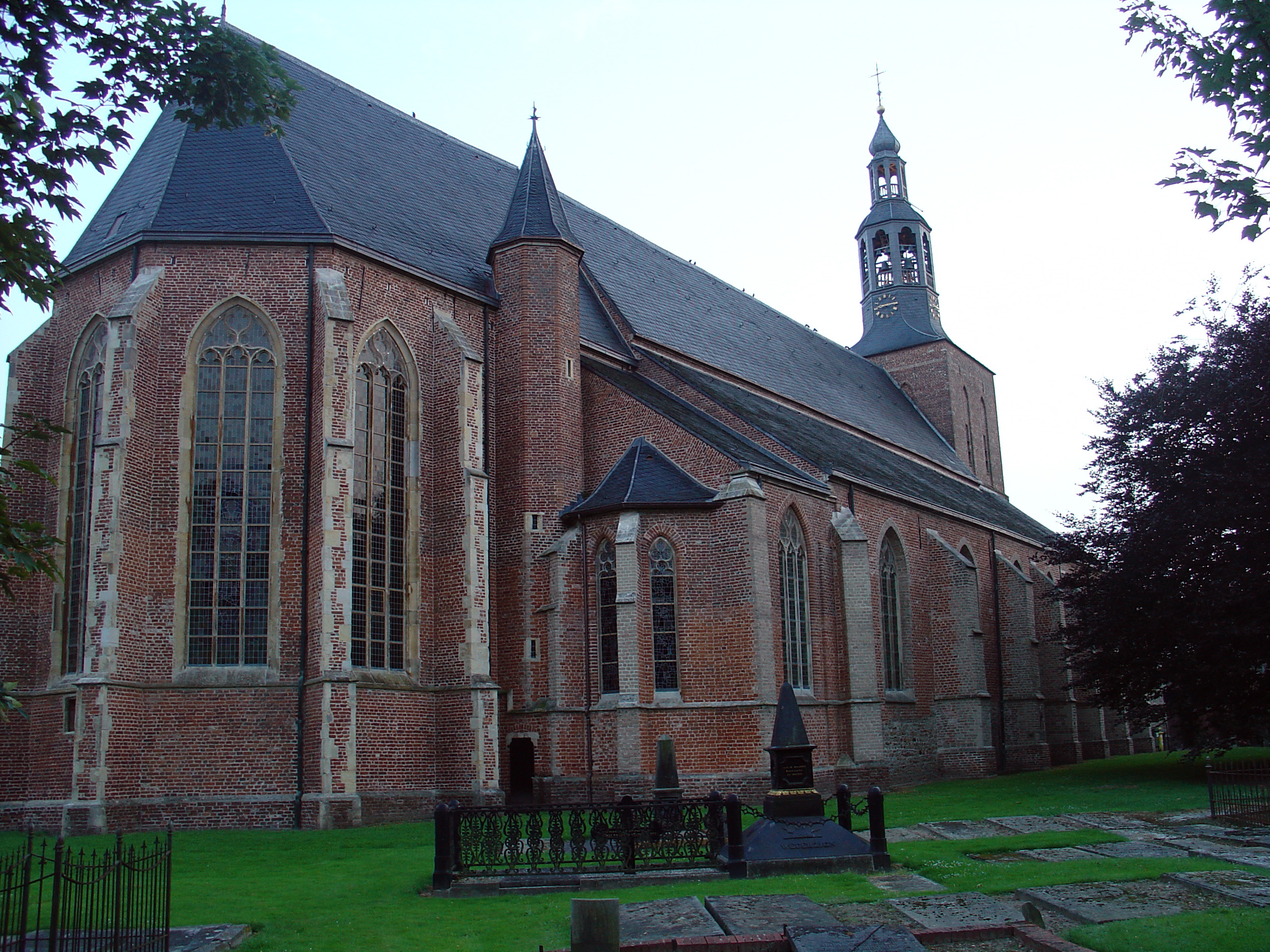
De Calixtuskerk, een gotische pseudobasiliek in Groenlo

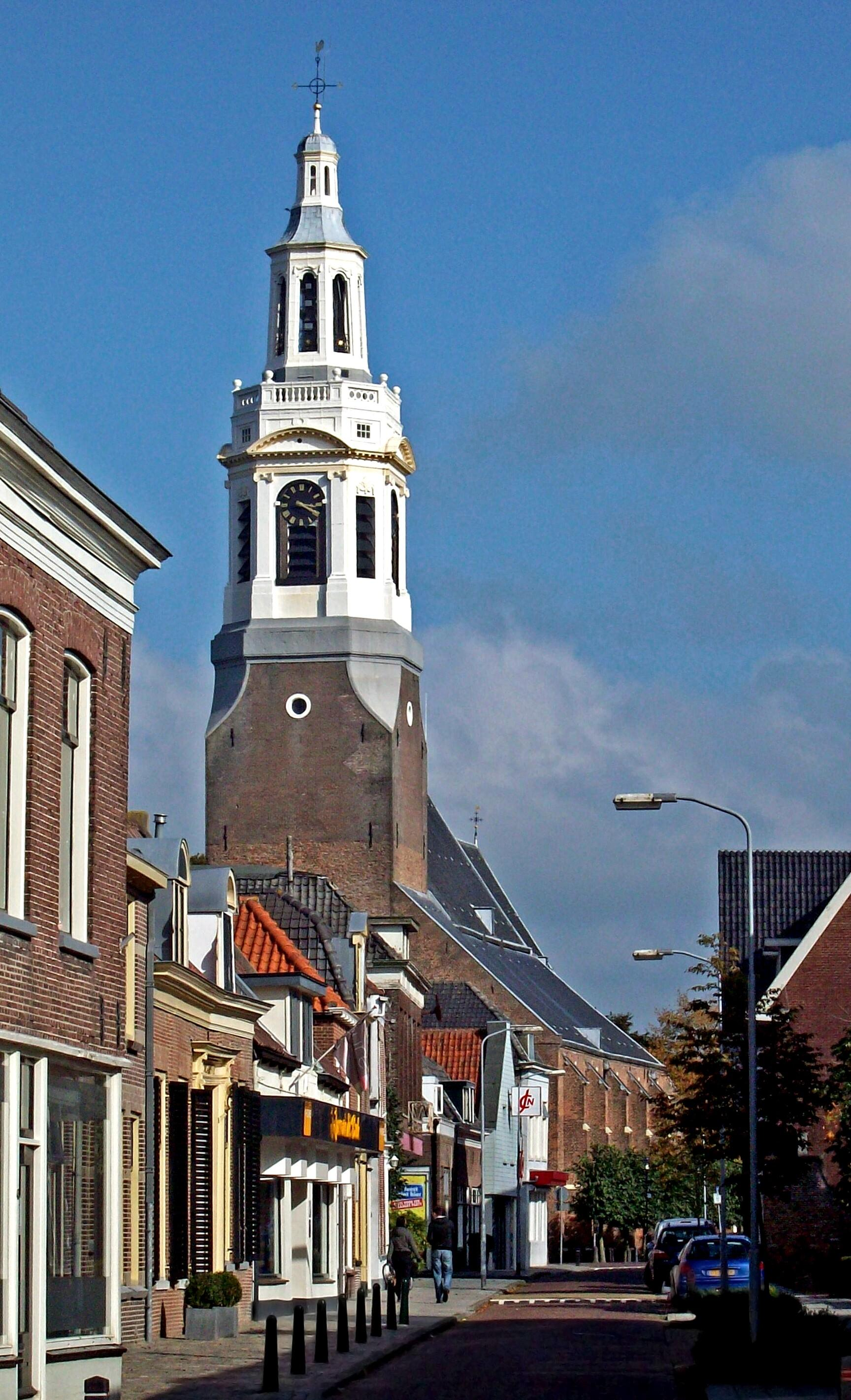
De Grote Kerk te Nijkerk is ook een pseudobasiliek

Een pseudobasiliek (pseudo-basilica) is een kerkgebouw dat, naast het middenschip, twee lagere zijbeuken heeft.
Bij een basiliek wordt dit hoogteverschil overbrugd door een verticale muur met ramen, waardoor licht kan vallen. Dit heet een lichtbeuk. Bij een pseudobasiliek lopen de daken van de zijbeuken zo hoog op dat er voor vensters geen plaats is. In extreme gevallen loopt het dak van de zijbeuken over in dat van de middenbeuk.